# كريستيان نورغارد
كريستيان ثيرس نورغارد (بالدنماركية: Christian Thers Nørgaard) (مواليد 10 مارس 1994) هو لاعب كرة قدم دنماركي يلعب في مركز الوسط المدافع في نادي برينتفورد.

## روابط خارجية
- كريستيان نورغارد على موقع الاتحاد الدولي (مؤرشف)  (الإنجليزية)
- كريستيان نورغارد على موقع الاتحاد الأوربي (الإنجليزية)
- كريستيان نورغارد على موقع قاعدة بيانات كرة القدم.إي يو (الإنجليزية)
- كريستيان نورغارد على موقع ناشيونال فوتبول تيمز (الإنجليزية)
- كريستيان نورغارد على موقع Soccerbase.com (لاعب) (الإنجليزية)
- كريستيان نورغارد على موقع Soccerway.com (الإنجليزية)
- كريستيان نورغارد على موقع عالم كرة القدم.نت (الإنجليزية)
- كريستيان نورغارد على موقع AS.com (الإسبانية)